# Mărășești-i csata
A mărășești-i csata az első világháború román frontjának egyik összecsapása volt 1917. augusztus 6.–szeptember 8. között. A központi hatalmak csapatai 1917 augusztusában egyszerre indítottak támadást a dél-moldvai Mărășeștinél és a Keleti-Kárpátokban (ojtozi csata), a még román ellenőrzés alatt levő moldvai területek elfoglalására. A román – és kisebb részben orosz – csapatok ellenállása miatt azonban mindkét offenzíva meghiúsult, ezzel a Központi Hatalmak romániai offenzívája végleg megakadt, és közel egy évig tartó állóháború keletkezett a román fronton.

## Előzmények
Románia 1916. augusztus 27-én lépett be az első világháborúba, megtámadva korábbi szövetségesét, az Osztrák-Magyar Monarchiát. Habár a háború első hónapja román sikereket hozott magával, a központi hatalmak ellentámadása visszavetette a román hadsereget, december 6-ra már a román főváros, Bukarest is elesett.
1917. nyarára már csak Moldva maradt a román kormány ellenőrzése alatt. A szorult helyzetben, 1917. júliusában a románok – orosz csapatokkal megerősítve – ellentámadásba lendültek Mărăşti térségében, visszafoglalva mintegy tíz falut, de a párhuzamosan zajló Kerenszkij-offenzíva kudarca miatt kénytelenek voltak leállítani a támadást.
A mărăști román offenzíva ténye egy döntő erejű hadműveletre sarkallta a német hadvezetést. A haditerv szerint a Központi Hatalmak csapatai Mărășeștinél és az Ojtoz-patak völgyében egyszerre előrenyomulva ki kellett volna jussanak a Moldvai-hátságra, lehetőség szerint bekerítve és megsemmisítve a Moldva déli részén harcoló román csapatokat is. A mărășești-i hadművelet lebonyolításával August von Mackensen német császári tábornokot bízták meg.

## A csata
A mărășești-i csata néven ismert összecsapás a Nămoloasa és Mărășești közötti, hozzávetőlegesen 35 km hosszú frontszakaszon zajlott le. A csata augusztus 6-án vette kezdetét, amikor az I. német hadtest támadást intézett a Mărășești térségében állomásozó IV. orosz és I. román hadsereg ellen. Az orosz csapatok a támadás következtében feladtak egy mintegy 3 km mélységű és 10 km hosszúságú területet. A román-orosz ellenállásnak köszönhetően azonban Ciușlea és Movileni között sikerült megakadályozni, hogy a német csapatok a Szeret folyó átkelőit megszerezzék. Ennek következtében Mackensen a főcsapás irányát a Moara Albă és Doaga közötti frontszakaszra módosította. Az újabb német támadás sikerrel járt, mely veszélybe sodorta a Mărășești és Foksány között húzódó útvonal románok általi birtoklását. Habár a román-orosz gyalogság nagy horderejű támadást indított Doaga visszavételére, a németek ezt - nagy veszteség mellett - visszaverték.

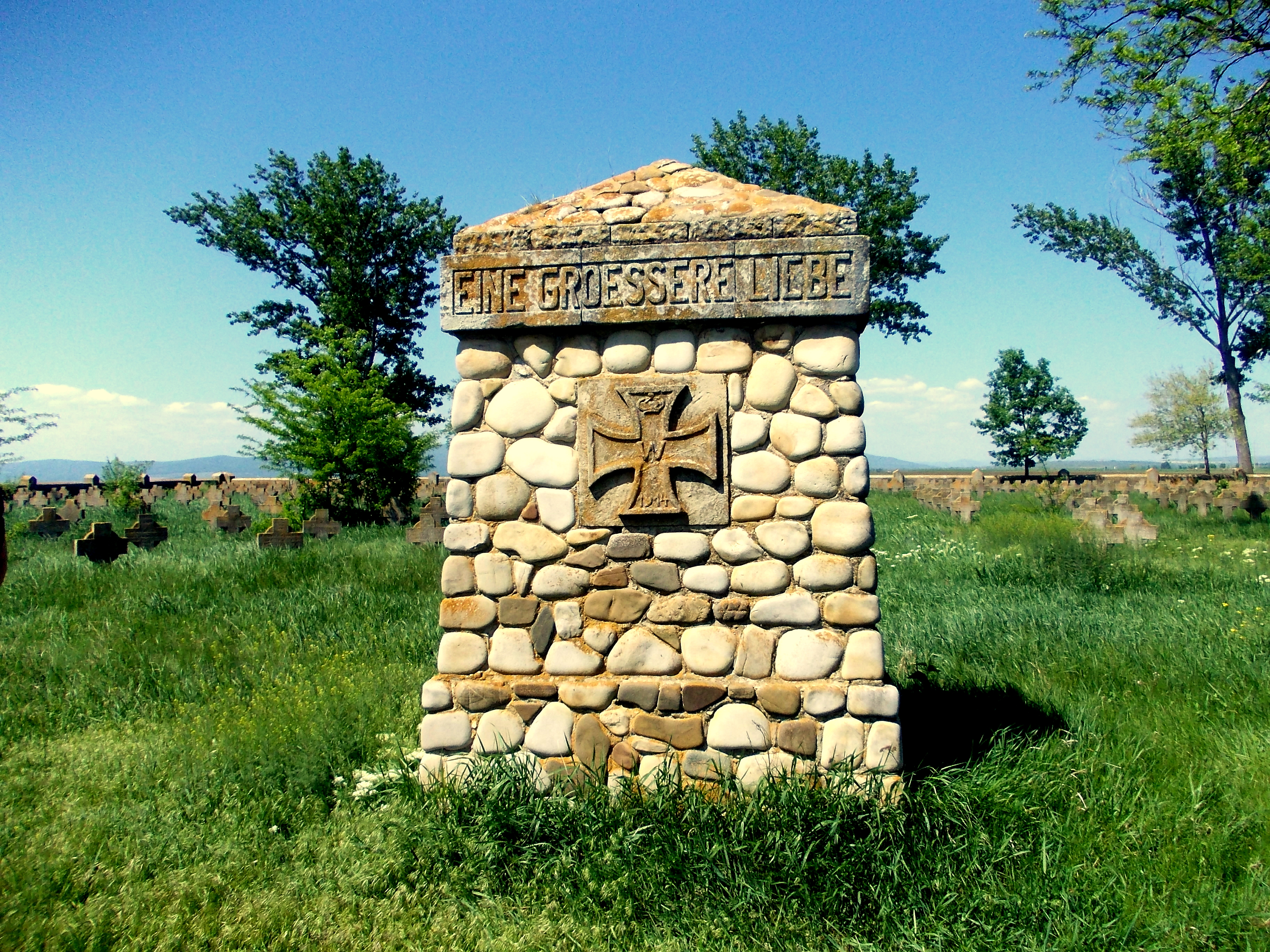
Német katonai temető Mărășeștiben

Augusztus 13-án Mackensen csapatai ismét offenzívába lendültek, ezúttal Páncsu térségében. Az offenzíva a román - orosz csapatokat visszavonulásra kényszerítette, sőt Mărășești-et is kénytelenek voltak kiüríteni. Augusztus 18-án azonban az Eremia Grigorescu vezette román csapatok a várostól északra heves harcok árán végleg megállították a német támadást (ekkor adta ki állítólag Eremia Grigorescu később híressé vált hadparancsát, mely csak ennyit tartalmazott: „Aici nu se trece!”, azaz „Itt nem törnek át!” ). Habár Mackensen még szeptember 8-ig kísérletezett a front áttörésével, a csata végül a román-orosz csapatok taktikai győzelmével zárult.

## Következmények
A Mărășești-i és ojtozi offenzívák egyidejű megállításával sikerült megakadályozniuk a Központi Hatalmak csapatainak betörését a Moldvai-hátság területére, ezzel stabilizálva a frontvonalat 1918 májusáig, a bukaresti béke megkötéséig.

## Emlékezete

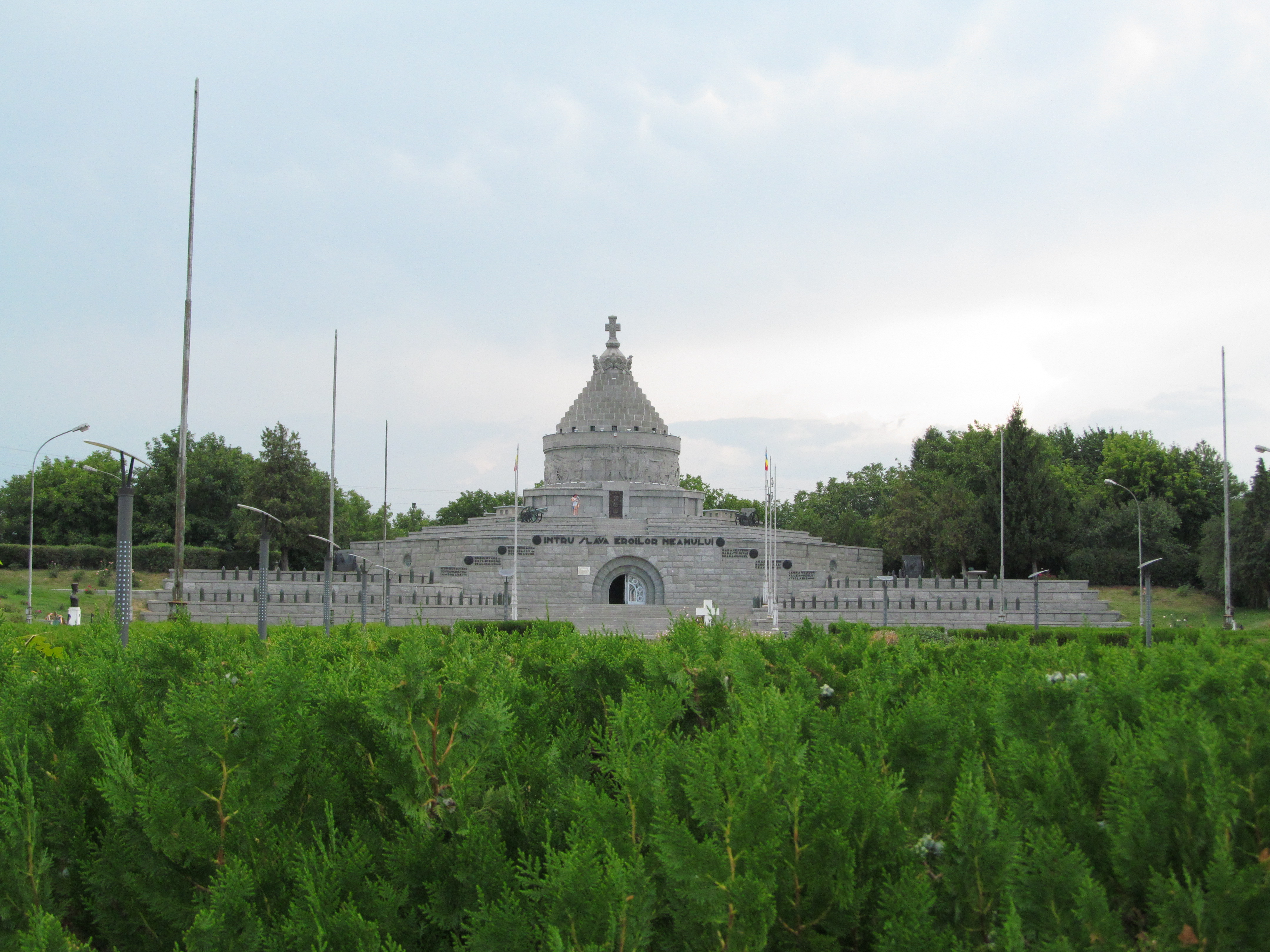
A mărășești-i mauzóleum

1938-ban Mărășeștiben mauzóleumot avattak fel, ahol 5073 román katona van eltemetve.

## Lásd még
- Ojtozi csata (1917)